# 埃爾麗塔 (加利福尼亞州)
埃爾麗塔（英語：El Rita）是位於美國加利福尼亞州克恩縣的一個非建制地區。該地的面積和人口皆未知。

## 地理
埃爾麗塔的座標為35°13′03″N 118°33′23″W / 35.21750°N 118.55639°W，而該地的平均海拔高度為821米（即2694英尺）。